# Mieczysław Trojanowski-Rys
Mieczysław Trojanowski-Rys, poljski general, * 1881, † 1945.